# 根本実樹
根本 実樹（ねもと みき、1957年9月23日 - ）は、茨城県出身のテレビ演出家。東海大学工学部中退。元木下プロダクション所属。

## 主な作品

### テレビドラマ
- おやじのヒゲ（1986年） - 演出助手
- サラ金業者の妻（1987年） - 助監督
- 年末年始ホテル物語（1988年） - 演出補
- ホテル物語・夏!（1989年） - 演出補
- 都会の森（1990年）
- 男について（1990年）
- それでも家を買いました（1991年）
- さそり（1991年）
- あっかんべーぜ（1991年）
- おとなの選択（1992年）
- 女事件記者立花圭子（1992年）
- 学校があぶない（1992年）
- さみしい同盟（1992年）
- いちご白書（1993年）
- わたしってブスだったの?（1993年）
- 憎しみに微笑んで（1993年）
- クニさんちの魔女たち（1994年）
- 夢見る頃を過ぎても（1994年）
- 私、味方です（1995年）
- ひと夏のラブレター（1995年）
- 愛とは決して後悔しないこと（1996年）
- 変（1996年）
- ひと夏のプロポーズ（1996年）
- イタズラなKiss（1996年）
- 七人のOLソムリエ（1998年）
- ニュースキャスター 霞涼子（1999年）
- ザ・ドクター（1999年）
- ベストフレンド（1999年）
- それぞれの断崖（2000年）
- 女と愛とミステリー 保険調査員・蒲田吟子 第1作（2001年）
- 刑事☆イチロー（2003年）
- ウルトラシリーズ
  - ウルトラマンガイア (1998年)
  - ウルトラマンコスモス (2001年)
  - ウルトラマンネクサス (2004年)